# Гаспарян, Игорь Грачикович
Игорь Грачикович Гаспарян (род. 6 августа 1974, Свердловск, Ворошиловградская область, УССР) — украинский и российский актер.

## Биография
Родился 6 августа 1974 года в Свердловске Ворошиловградской области (ныне — Луганская область, Украина) УССР, в обычной семье. По национальности армянин. Его род берёт корни в  Нагорном Карабахе, где живут многие родственники Игоря. Отец работал водителем на самосвале. Мать работала лаборанткой в флюорографическом кабинете. Сестра — певица, работает в клубах.
С ранних лет активно занимался греко-римской борьбой. Являлся членом сборной Луганской области и в 1990 году стал серебряным призёром чемпионата Украины. Позже занимался пауэрлифтингом, выполнил норматив кандидата в мастера спорта. Выступал на соревнованиях по бодибилдингу.
Ещё в школьные годы мечтал стать актёром. По его словам, он очень любил кино и юмор: «Борьба всегда была частью моей жизни, но ещё я увлекался кино. Я любил индийские фильмы и запоем смотрел шедевры Леонида Гайдая и Георгия Данелии.  Мне нравилось, что эти картины дарят хорошее настроение. В какой-то момент мне тоже захотелось смешить людей, и я начал участвовать в КВН».
После школы пытался поступить в Киевский национальный университет театра, кино и телевидения имени Ивана Карпенко-Карого, но его не взяли из-за низкого роста — 1,48 см (вес — 56 кг).
В 1992 году поступил в Луганский колледж культуры и искусств на актёрский факультет (руководитель В. М. Москалюк), который окончил в 1996 году (с перерывом на службу в армии). С 1996 по 1998 год работал тренером по греко-римской борьбе и вёл театральный школьный кружок.
В 2001 году приехал в Москву. Там до 2003 года работал грузчиком и дворником. В 2003 году пришёл на киностудию «Мосфильм». По его словам, он не хотел быть актёром и просил, чтобы его взяли грузчиком или дворником. Однако таких вакансий не было. Позже Гаспарян увидел объявление о наборе массовки для фильма Карена Шахназарова «Конь Бледный» (позже «Всадник по имени Смерть»). Кастинг проводился в этот же день.
Гаспарян согласился, не имея портфолио (на тот момент он не знал такого слова, оставил фото, сделанные мыльницей, и номер вахтёрши в общежитии с надписью «Позвать Игоря-дворника»). Гаспаряна пригласили на съёмки фильма «Всадник по имени Смерть», где он снялся в эпизоде в роли нефтяного магната. В 2004 году стал актёром театра-студии «Палладиум».
За этим проектом последовал криминальный сериал «Боец», после которого Гаспаряна начали узнавать на улицах. Но проектом, разделившим карьеру актёра, оказался сериал «Студенты», Гаспаряну предлагали сотрудничество.
В 2007 году снялся в комедийном сериале «Солдаты». Перевоплощение в рядового Сократа Погосяна, дослужившегося до ефрейтора, а позже и до сержанта, принесло широкую известность. После трагикомедии «Изображая жертву» с актёром познакомилась интеллигентная публика.
В последующие годы в фильмографии Гаспаряна появились новые яркие проекты «Физрук», «Последний из Магикян», «Пекарь и красавица», «Улётный экипаж». Игорь появлялся и в нескольких выпусках скетч-шоу «Даёшь молодёжь!», превратившись в Тофика, друга и напарника маршрутщика Рафика Гаджиева. Среди этих работ — комедийные и драматические сериалы, где Игорь продолжил играть в небольших, но незабываемых ролях.

## Личная жизнь
Игорю Гаспаряну не везло в любви. В школе девушки видели в нём смешного парня, но не рассматривали кавалера. До 30 лет у Игоря не было серьёзных отношений, но были романы.
Счастливые перемены в личной жизни наступили, когда Игорь случайно обнаружил в соцсетях бывшую одноклассницу Аллу. Она написала, что работает стюардессой и живёт в Москве. После нескольких встреч они решили не раставаться. Через шесть месяцев состоялась свадьба. В 2009 году у них родился сын Всеволод.
Брак продлился 9 лет. В ноябре 2016 года супруги развелись: «Так случилось, что мы не смогли жить вместе. Первой о разводе заговорила Алла, и я не стал её удерживать. Мы развелись без вражды, общаемся как близкие люди, я встречаюсь с сыном. Кстати, Алла снова вышла замуж, и я искренне желаю ей счастья. Сам же я сейчас пока в поиске».
Гаспарян много времени проводит с сыном, о чём свидетельствуют общие фотографии в Инстаграм. К примеру, там хранятся снимки из совместного отдыха в Абхазии в августе 2020 года.
Сын играет в шахматы и хорошо владеет гитарой.
Сам Игорь продолжает заниматься спортом и посещает фитнес-клуб Universe, работая с тренером Еленой Мухановой.
Гаспарян любит животных, в его доме живёт кот Умка (первый умер в 2011 году, второй в январе 2022 года). Игорь публикует в Инстаграм видео, на которых Умка изображён в забавных ситуациях. Комический эффект усиливают подобранные Игорем для этих роликов композиции. На съёмках Гаспарян подкармливает приходящих к съёмочной группе животных, причём готовит для них самостоятельно.
В октябре 2023 года у Гаспаряна появился беспородный пёс по кличке Малыш, поселившийся у подъезда дома в Ивантеевке, где сейчас живёт Игорь. Актёр также помогает людям, становясь донором крови.
В августе 2023 года Игорь опубликовал видео из больничной палаты.
В описании к видео актёр рассказал, что попал в больницу из-за чрезмерных силовых нагрузок, когда получил травму после занятий со штангой. Кроме того, он отметил, что ситуация серьёзная: «Стоит вопрос о том, чтобы сохранить ногу, ходить нормально и не быть инвалидом». По его словам, после консультации с нейрохирургом, он узнал, что необходимо провести операцию, чтобы удалить ряд грыж. Также он рассказал, что, возможно, удастся обойтись без оперативного вмешательства.
Актёр заявил, что заниматься спортом так же, как раньше, у него не получится. Но прекращать тренировку Гаспарян не собирается, он планирует заниматься физкультурой. Описание к видео актёр завершил фразой «Сало — сила, спорт — могила».

### Увлечения
Озвучивает (синхронно), поёт, танцует, играет на гитаре, пишет стихи, владеет английским и украинским языками, имеет права категории «В», занимается катанием на коньках, спортивной гимнастикой, стойкой и ходьбой на руках, фляками, кувырками, падениями, эффектными  упражнениями на перекладине, жонглированием тремя предметами.

## Творчество

### Роли в театре

#### Луганский колледж культуры и искусств
- 1994 — Спектакль «Отелло» (комедийная пародия) — Отелло

#### Театр-студия «Палладиум»
- 2004 — Детский спектакль «Соломенный бычок» — Бычок
- 2004 — Детские народные представления

#### Театр на Карамышевской
- 2005 — Спектакль «Мина Мазайло» — комсомолец Аренский

#### Театр «Содружество актеров Таганки»
- 2007 — Спектакль «Переполох в голубятне» (по одноименной пьесе Жана Пуаре) (режиссер Нина Чусова) — слуга Бабу

#### Театрально-концертный центр «Новое искусство»
- 2013 — Спектакль «Жениха любой ценой» (Женитьба в коммуналке, или Комедия советских времен) (режиссер Роберт Манукян) — ветеринар Александр
- 2013 — Спектакль «Семейный переполох» (режиссер Роберт Манукян) — Хасинто

#### Московский театр «Школа современной пьесы»
- 2023 — Спектакль «Время тишины» (по одноименной пьесе Флориана Зеллера) (режиссер Владимир Устюгов) — гастарбайтер Лео

### Роли в кино
- 2003 — Родина ждёт — заключённый
- 2004 — Боец — зек Рубик
- 2004 — Всадник по имени Смерть — нефтяной магнат
- 2004 — Дзисай — собутыльник
- 2004 — Ночной Дозор — водитель-кавказец
- 2004 — Ночной базар — водитель-кавказец
- 2004 — Чудная долина — повар
- 2004—2006 — Моя прекрасная няня — посетитель бара
- 2005 — Зона — «Крепыш»
- 2005 — Охота на асфальте — пьяница
- 2005 — Сматывай удочки — гавайка
- 2005 — Тебе, не знавшему меня — хозяин палатки
- 2005—2006 — Студенты — Эмирхан
- 2006 — Здрасьте, я ваше папо! — бандит
- 2006 — Изображая жертву — Тахир Закиров
- 2006 — Ненормальная — продавец цветов
- 2006 — Девочки — водитель
- 2006 — Патруль — охранник в порту
- 2006 — Русское средство — злодей Микола
- 2006 — Танкер «Танго» — кок
- 2006 — Угон — Скелет
- 2006 — Хоттабыч — Раб-невольник
- 2006—2007 — Проклятый рай — VIP-гость борделя
- 2006—2008 — Клуб (все сезоны) — заправщик Магомед
- 2007 — Бальзаковский возраст, или все мужики сво… 3 — таксист
- 2007 — Буровая — буровик Рашид
- 2007 — Внук Гагарина — второй кавказец
- 2007 — Джоконда на асфальте
- 2007 — Милосердный — Ханурик
- 2007 — Студенты International — Эмирхан
- 2007 — Частный заказ — Мент-Равиль
- 2007 — 2010 — Солдаты 13—16 — рядовой/ефрейтор/сержант Погосян
- 2008 — Гитлер капут! — инженер Гарик
- 2008 — Двое из ларца 2 — Марат Трофеев
- 2008 — Золушка 4х4. Всё начинается с желаний... — Соловей Одихматьевич
- 2008 — Криминальное видео — порнорежиссёр
- 2008 — Наследники — Нувориш
- 2009 — Человек, который знал всё — Руслан
- 2009 — Буровая 2 — буровик Рашид
- 2009 — В погоне за счастьем — Руслан Ахадович
- 2010 — Человек с бульвара Капуцинок — сценарист
- 2010 — Не надо печалиться — Аслан
- 2011 — Небесный суд — тело
- 2011 — Ключ к успеху — Мамед
- 2012 — Ржевский против Наполеона
- 2012 — Искатели приключений — Сейф
- 2012 — Мексиканский вояж Степаныча — таксист
- 2012 — 2013 — Даёшь молодёжь! —  маршрутчик Тофик, друг Рафика
- 2012 — Папины дочки. Суперневесты — водитель такси (393 серия)
- 2013 — Солдаты 17 — сержант Погосян
- 2013 — Последний из Магикян — гость из Еревана (11 серия)
- 2013 — Петля времени — Ахмет, гастарбайтер
- 2014 — Физрук — автомеханик
- 2014 — Сладкая жизнь — менеджер ресторана
- 2014 — Кавказская пленница! — полицейский
- 2014 — Московская борзая — Руслан, хозяин кафе
- 2016 — Светофор (9—10 сезон) — работник СТО
- 2018 — Ну, здравствуй, Оксана Соколова! — Ираклий
- 2018 — Улётный экипаж — Вахтанг
- 2018 — Звёзды — Абдулла
- 2019 — Холоп — Татарин
- 2020 — Балабол 4 — эпизод
- 2022 — 1703 — армянин с этикетки
- 2023 — Волшебный участок — джинн Рашид
- 2025 — Про это самое - — Ашот, шеф-повар пиццерии

### Съёмки в клипах
- 2005 — АнЖ — Прирождённые убийцы
- 2012 — USB feat.  Сергей Жуков — Скажи зачем

### Съёмки в рекламе
- 2013 — Боулинг-отель «Новые Горки»[10]

### Телевидение
- 2003 — Запретная зона (ТНТ) — Константин, законный муж Оксаны[11]
- 2004 — Естественный отбор (РЕН ТВ) — участник и победитель
- 2005 — Слабое звено (Первый канал) — участник
- 2007 — Званый ужин (РЕН ТВ) — участник и победитель телезрительского SMS-голосования
- 2007 — Большие гонки (Первый канал) — участник
- 2007 — Две правды (НТВ) — актёр
- 2008 — Хорошие шутки (СТС) — участник[12]
- 2012—2013 — Даешь молодежь! (СТС) — Тофик, маршрутщик, друг Рафика Гаджиева
- 2012—2015 — Говорим и показываем (НТВ) — гость
- 2012 — Pro жизнь (ТВ Центр) — гость
- 2013—2014 — В наше время (Первый канал) — гость
- 2015 — Улица Веселая (Россия-1) — актёр
- 2018 — Первая передача (НТВ) — участник
- 2019 — Сто к одному (Россия-1) — участник

### Мероприятия
- 2014 — Фестиваль кинологии «Золотой клык» (Владикавказ) — участник[13]
- 2023 — Открытие сезона гольф-клуба Forest Hills — ведущий[14]

### Награды
- 2006 — Член Гильдии актеров кино России и член Союза кинематографистов России.
- 2006 — Фестиваль комедийных фильмов «Улыбнись, Россия» (Астрахань) — специальный приз за исполнение роли второго плана в фильме Кирилла Серебренникова «Изображая жертву».

## Инциденты

### Обвинение коммунальщиков города Железнодорожный в потере 900-тысячного контракта
В феврале 2012 года Игорь Гаспарян подал в суд ООО «Управляющая компания ЖКХ» в связи с упущенной выгодой в 900 000 рублей. Актёр в пресс-службе газеты «Московский комсомолец» заявил, что квартиру «под отделку» в одной из новостроек Железнодорожного он снял в 2007 году, однако так в неё и не переехал. Однако Игорь подписал договор с ООО «Управляющая компания ЖКХ», которое обслуживает дом, и раз в три-четыре месяца исправно приезжал в офис конторы, чтобы оплатить коммунальные услуги.
В июне 2010 года Игорь отправился в Украину, чтобы сняться в одной из главных ролей в блокбастере «Ангел 585», но был остановлен пограничным контролем. Немного погодя выяснилось, что он находится в списке «невыездных» как злостный неплательщик. Более того, актёр с удивлением узнал, что ещё осенью 2009 года «Управляющая компания ЖКХ» подала на него в суд и выиграла, а в мае он попал в списки лиц, которым запрещено покидать границы страны. По иронии судьбы, задолженность в 11 722 рубля, предъявленную ему коммунальщиками, он погасил через два дня после вердикта, не зная о судебном решении. Решение было вынесено 17-го числа, а 19-го он приехал в Железнодорожный и заплатил 15 тысяч рублей: «Получается, что компания даже не смогла передать в суд данные о том, что деньги ею получены».
В феврале 2012 года актёр подал в суд на УК в связи с потерей 900 тысяч рублей — именно столько бы составил его гонорар за роль в фильме «Ангел 585», если бы его пропустили через границу и контракт не сорвался. И тут Гаспаряна ждало ещё одно разочарование. Недавно городской суд Железнодорожного отказал ему в иске в связи с тем, что актёр так и не доказал, что два года назад ему запретили выезд из России. Гаспарян уверяет, что судья вынес решение, не дожидаясь, пока придёт официальный ответ из ФСБ.

### Розыск за неуплату долгов
В апреле 2024 года актёр был объявлен ФССП России в розыск из-за неуплаты долгов. Гаспарян накопил долгов на $67,5 тысяч (6,1 млн. рублей), которые он не выплачивал несколько лет. Причиной этому могут быть проблемы со здоровьем. На актёра заведено 53 исполнительных производства.